# Tinada (plaats)
Tinada is een bestuurslaag in het regentschap Pakpak Bharat van de provincie Noord-Sumatra, Indonesië. Tinada telt 860 inwoners (volkstelling 2010).